# Niebieska Karta (Turcja)
Niebieska Karta (tur. Mavi Kart) – dokument tożsamości, funkcjonujący w sposób podobny do Karty Polaka, który jest wydawany byłym obywatelom Turcji z urodzenia, którzy dobrowolnie zrzekli się obywatelstwa za zgodą władz, a także ich liniowym potomkom do trzeciego stopnia. Wewnątrz Turcji zamienia dowód osobisty.
W przeszłości nosił nazwę Różowa Karta (tur. Pembe Kart).

## Uprawnienia
Posiadacze Niebieskiej Karty nie są uznawani za cudzoziemców przez placówki urzędowe w Turcji i mają te same prawa i obowiązki, jak wszyscy obywatele Turcji, za wyjątkiem:
1. Prawa wyborczego
2. Możliwości importu samochodów i artykułów gospodarstwa domowego bez cła
3. Obowiązku służby wojskowej
4. Zatrudnienia jako urzędnik państwowy. Jednakże, można być zatrudnionym przez rząd na podstawie umowy